# Borja San Emeterio
Borja San Emeterio Díaz (Sierra de Ibio, Cantabria, 16 de marzo de 1997) es un futbolista español. Juega como defensa y su equipo es el C. F. Intercity de la Primera Federación. Es hermano gemelo del también futbolista Fede San Emeterio.

## Trayectoria

### Inicios en el Racing
Originario de Sierra de Ibio, se formó en las categorías inferiores del Racing de Santander. En el 2014/15 debuta con el Racing "B" de la Tercera División. Esa misma temporada también debuta con el primer equipo santanderino en un partido contra el CD Lugo.

### Sevilla Atlético
En el verano de 2016 fichó por tres temporadas por el Sevilla Atlético, equipo filial del Sevilla F. C., junto con su hermano Fede.

### Lugo
Tras dos temporadas en el filial sevillista, el 1 de agosto de 2018 el C. D. Lugo hizo oficial su fichaje para las siguientes tres temporadas. En enero de 2019 lo cedió a la Cultural Leonesa hasta final de temporada. En julio fue cedido toda la temporada al Atlético Baleares.
El 7 de septiembre de 2020 firmó por dos temporadas con el C. D. Numancia. Estuvo una tercera antes de fichar en julio de 2023 por la S. D. Tarazona. Allí solo estuvo un año y para la campaña 2024-25 se unió al C. F. Intercity.

### Selección
Fue miembro de la selección nacional sub-19 con la que se proclamó campeón de Europa en 2015.

## Clubes
Actualizado al final de la temporada 2024-25.
| Club                                  | País   | Año       | Partidos (goles) |
| ------------------------------------- | ------ | --------- | ---------------- |
| Real Racing Club de Santander         | España | 2014-2016 | 37 (0)           |
| Sevilla Atlético Club                 | España | 2016-2018 | 33 (0)           |
| C. D. Lugo                            | España | 2018-2020 | 2 (0)            |
| Cultural y Deportiva Leonesa (cedido) | España | 2019      | 5 (0)            |
| C. D. Atlético Baleares (cedido)      | España | 2019-2020 | 23 (1)           |
| C. D. Numancia                        | España | 2020-2023 | 63 (0)           |
| S. D. Tarazona                        | España | 2023-2024 | 35 (4)           |
| C. F. Intercity                       | España | 2024-     | 32 (2)           |

## Palmarés

### Títulos internacionales
| Título                      | Club (*)      | Sede   | Año  |
| --------------------------- | ------------- | ------ | ---- |
| Campeonato de Europa Sub-19 | España sub-19 | Grecia | 2015 |

(*) Incluyendo la selección.